# تين أنداماني
تين أنداماني (الاسم العلمي:Ficus andamanica) هو نوع من النباتات يتبع جنس التين من الفصيلة التوتية.